# Stephansposching
Stephansposching – miejscowość i gmina w Niemczech, w kraju związkowym Bawaria, w rejencji Dolna Bawaria, w regionie Donau-Wald, w powiecie Deggendorf. Leży około 12 km na południowy zachód od Deggendorfu, nad Dunajem, przy drodze B8 i linii kolejowej Ratyzbona – Wels.

## Demografia
Dane o ludności z 31 grudnia 2008:
| Opis                                | Ogółem | Ogółem | Kobiety | Kobiety | Mężczyźni | Mężczyźni |
| ----------------------------------- | ------ | ------ | ------- | ------- | --------- | --------- |
| Jednostka                           | osób   | %      | osób    | %       | osób      | %         |
| Populacja                           | 3058   | 100    | 1544    | 50,49   | 1514      | 49,51     |
| Wiek przedprodukcyjny (0–17 lat)    | 594    | 19,42  | 292     | 9,55    | 302       | 9,88      |
| Wiek produkcyjny (18–65 lat)        | 1890   | 61,81  | 940     | 30,74   | 950       | 31,07     |
| Wiek poprodukcyjny (powyżej 65 lat) | 574    | 18,77  | 312     | 10,2    | 262       | 8,57      |

## Polityka
Wójtem gminy jest Siegfried Ramsauer z CSU, rada gminy składa się z 16 osób.
|      | CSU | SPD | FWG | Razem |
| 2008 | 8   | 3   | 5   | 16    |
| 2002 | 9   | 3   | 4   | 16    |